# Cesáreo Onzari
Cesáreo Onzari (né le 1er février 1903 à Buenos Aires et mort le 7 janvier 1964) est un footballeur argentin qui jouait au poste d'ailier gauche. Auteur du premier corner direct appelé « but olympique (es) » en match international, il fait la majeure partie de sa carrière au club de Huracán de 1921 jusqu'à sa retraite en 1933.

## Biographie

### Carrière en club
Onzari commence le football au Sportivo Boedo. En 1920, il côtoie Luis Monti au General Mitre, mais le club de Mar del Plata est exclu de l'Asociación Amateurs de Football (es) l'année suivante et Onzari part pour Huracán.
Arrivé dans la formation rouge et blanche de la capitale pendant la Copa Campeonato 1921 (it) organisée par l'Asociación Argentina de Football, Onzari ne joue que deux matchs, marquant un but, car le poste d'ailier gauche titulaire est tenu par Francisco Marchioli. La saison suivante voit Onzari s'imposer en équipe première, faisant 15 apparitions et devenant le meilleur buteur du club avec 8 buts. Dans le championnat de 1923, Onzari joue 28 matchs et inscrit 10 buts ; Huracán atteint la finale du tournoi, mais perd contre Boca Juniors. En 1924, Onzari apparaît à 12 reprises et marque 4 buts.
Il ne joue qu'un match de la Copa Campeonato 1925 (it), puisqu'il répond favorablement à Boca Juniors, qui invite certains joueurs pour une tournée européenne programmée au printemps 1925. Outre Onzari, Boca obtient les prêts d'internationaux argentins de renom, parmi lesquels Manuel Seoane, Roberto Cochrane (it), Octavio Díaz et Luis Vaccaro (it).
À son retour chez Huracán pour la Copa Campeonato 1926 (it), il joue 14 matchs et marque 7 buts. À la suite du regroupement des deux associations de football argentines, pour former l'AAAF, un nouveau championnat voit le jour et Onzari joue 29 matchs, signant neuf buts. Huracán remporte l'édition suivante dont Onzari dispute 28 rencontres et marque 13 buts aux côtés de Guillermo Stábile, Adán Loizo (it), Juan Manuel Spósito (it) et Ángel Chiesa (it). Au cours de Concurso Estímulo 1929 (it), Onzari est aligné à une occasion, la première journée contre Atlanta. Il prend part à la dernière saison du championnat amateur en 1930, au cours de laquelle il joue 27 matchs pour 11 buts. Onzari participe ensuite à la première édition du championnat argentin professionnel, organisé par Liga Argentina de Football (es), comptant 29 apparitions et marquant 6 buts. En 1933, il se retire du monde du football après 212 matchs et 67 buts avec Huracán. Le club nomme en son honneur une zone de la tribune Miravé du stade Tomás Adolfo Ducó,,.

### Carrière internationale

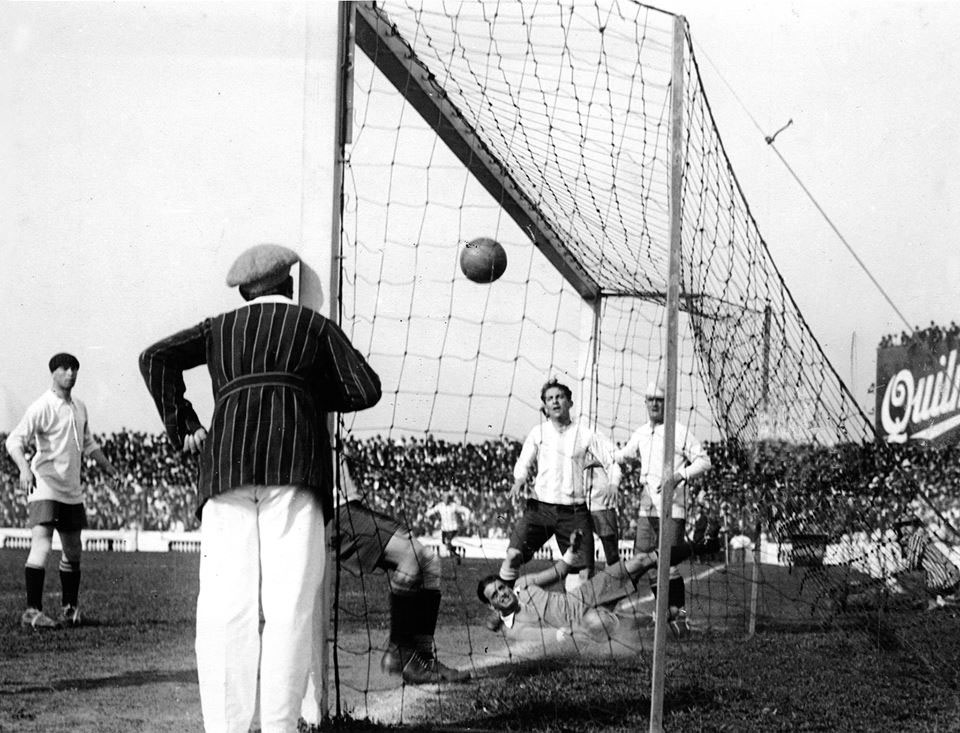
Le « but olympique » d'Onzari.

Onzari fait ses débuts en équipe nationale le 22 janvier 1922 contre l'Uruguay (1–3) avec l'équipe « dissidente » formée par l'Asociación Amateurs de Football. Il honore sa première cape officielle le 22 octobre 1922 lors d'un match amical avec le Chili (1–0). L'année suivante, il joue contre les Uruguayens (0–0) pour le compte de la Copa Lipton puis est convoqué pour la Copa América 1923. Dans cette compétition, Onzari débute le 29 octobre contre le Paraguay (4–3) sur l'aile gauche. Il marque son premier but international contre le Brésil (2–1) le 18 novembre, puis joue contre l'Uruguay le 2 décembre (0–2), au même poste. Onzari est retenu pour l'édition suivante et joue contre le Paraguay le 12 octobre (0–0), puis contre le Chili le 25 octobre (2–0) et l'Uruguay le 2 novembre (0–0), sa dernière apparition internationale.
En dépit d'une brillante carrière footballistique, Onzari reste célèbre pour un but marqué le 2 octobre 1924, lors d'un match amical entre l'Argentine et l'Uruguay (2–1) joué au stade Iriarte y Luzuriaga (it). À la 15e minute de jeu, il inscrit un but en bottant un coup de pied de coin, sans qu'aucun autre joueur ne touche le ballon. Il surprend le gardien de but Andrés Mazali, pourtant fraîchement médaillé d'or aux Jeux olympiques de 1924 à Paris,. Un tel but n'aurait pas été validé quelque temps auparavant, puisque l'International Board a modifié le règlement le 14 juin de la même année. Par la suite, chaque but marqué de cette façon en Amérique du Sud est dit « como Onzari a los olímpicos » (« comme Onzari aux [champions] olympiques ») ; au fil du temps le nom donné à ce type de but est devenu « gol olímpico » (« but olympique »). Toutefois, Onzari n'est pas le premier buteur sur corner direct : le Britannique Billy Alston a marqué un but semblable le 21 août 1924 en deuxième division écossaise.
| Matchs et buts internationaux de Cesáreo Onzari | Matchs et buts internationaux de Cesáreo Onzari | Matchs et buts internationaux de Cesáreo Onzari | Matchs et buts internationaux de Cesáreo Onzari | Matchs et buts internationaux de Cesáreo Onzari | Matchs et buts internationaux de Cesáreo Onzari | Matchs et buts internationaux de Cesáreo Onzari |
| #                                               | Date                                            | Lieu                                            | Adversaire                                      | But                                             | Résultat                                        | Compétition                                     |
| ----------------------------------------------- | ----------------------------------------------- | ----------------------------------------------- | ----------------------------------------------- | ----------------------------------------------- | ----------------------------------------------- | ----------------------------------------------- |
| 1.                                              | 22 octobre 1922                                 | Buenos Aires                                    | Chili                                           |                                                 | 1–0                                             | match amical                                    |
| 2.                                              | 24 juin 1923                                    | Buenos Aires                                    | Uruguay                                         |                                                 | 0–0                                             | Copa Lipton                                     |
| 3.                                              | 15 juillet 1923                                 | Buenos Aires                                    | Uruguay                                         | But inscrit                                     | 2–2                                             | Copa Ministro                                   |
| 4.                                              | 30 septembre 1923                               | Montevideo                                      | Uruguay                                         |                                                 | 2–0                                             | Gran Premio Uruguayo                            |
| 5.                                              | 28 octobre 1923                                 | Montevideo                                      | Paraguay                                        |                                                 | 4–3                                             | Copa América                                    |
| 6.                                              | 18 novembre 1923                                | Montevideo                                      | Brésil                                          | But inscrit                                     | 2–1                                             | Copa América                                    |
| 7.                                              | 2 décembre 1923                                 | Montevideo                                      | Uruguay                                         |                                                 | 0–2                                             | Copa América                                    |
| 8.                                              | 9 décembre 1923                                 | Buenos Aires                                    | Brésil                                          | But inscrit                                     | 2–0                                             | Copa Roca                                       |
| 9.                                              | 15 mai 1924                                     | Asuncion                                        | Paraguay                                        | But inscrit                                     | 3–1                                             | Copa Chevallier Boutell                         |
| 10.                                             | 18 mai 1924                                     | Asuncion                                        | Paraguay                                        |                                                 | 1–2                                             | Copa Chevallier Boutell                         |
| 11.                                             | 21 septembre 1924                               | Montevideo                                      | Uruguay                                         |                                                 | 1–1                                             | match amical                                    |
| 12.                                             | 2 octobre 1924                                  | Buenos Aires                                    | Uruguay                                         | But inscrit                                     | 2–1                                             | match amical                                    |
| 13.                                             | 12 octobre 1924                                 | Montevideo                                      | Paraguay                                        |                                                 | 0–0                                             | Copa América                                    |
| 14.                                             | 25 octobre 1924                                 | Montevideo                                      | Chili                                           |                                                 | 2–0                                             | Copa América                                    |
| 15.                                             | 2 novembre 1924                                 | Montevideo                                      | Uruguay                                         |                                                 | 0–0                                             | Copa América                                    |